# شهرستان خودمختار چانگ‌بای کره‌ای
شهرستان خودمختار کره چانگ‌بای کره‌ای (چینی: 长白朝鲜族自治县) یا شهرستان خودمختار کره جانگ‌بِک کره‌ای (کره‌ای: 장백조선족자치현) شهرستانی در جنوب استان جی‌لین چین و هم‌مرز با استان ریانگ‌گانگ در کره شمالی است. این شهرستان دارای مساحت ۲٬۴۹۷٫۶ کیلومتر مربع (۹۶۴٫۳ مایل مربع) و جمعیت ۸۵٬۰۰۰ نفر است که ۱۴٬۰۰۰ نفر از آن‌ها کره‌ای هستند (۱۶٫۹٪ از جمعیت شهرستان).
شهرستان چانگ‌بای/جانگ‌بِک یکی از دو منطقهٔ خودمختار در نظر گرفته برای اقلیت کره‌ای ساکین چین می‌باشد. منطقهٔ دیگر، ولایت خودمختار یان‌بیان/یون‌بیون کره‌ای می‌باشد.
مرکز اداری این شهرستان، «شهرک چانگ‌بای / جانگ‌بِک»، در ساحل شمالی رود یالو و بر روی مرز بین‌المللی با کره شمالی می‌باشد. شهر هیه‌سان در جنوب رودخانه و در کره شمالی، مقابل این شهرک قرار گرفته و با پل ماشین‌رو موسوم به «پل بین‌المللی جانگ‌هیه» (کره‌ای: 장혜국제대교) به آن متصل است.

## تقسیمات اداری
شهرستان چانگ‌بای به ۷ شهرک و ۱ قصبه تابعه تقسیم شده است.
| نام                         | حروف چینی  | پین‌یین            | زبان کره‌ای (معیار چینی) | مک‌کیون–ریشاور لاتین‌نویسی اصلاح‌شده | زبان کره‌ای (معیار سئولی) | مک‌کیون–ریشاور لاتین‌نویسی اصلاح‌شده   |
| --------------------------- | ---------- | ----------------- | ----------------------- | --------------------------------- | ------------------------ | ----------------------------------- |
| شهرک باداوگوو / پال‌دوگو     | 八道沟镇   | Bādàogōu zhèn     | 팔도구진                | P'altogu-chin Paldogu-jin         | 창바이진                 | Padaogŏu-chin Badaogeou-jin         |
| شهرک باوچوان‌شان / بوچون‌سان  | 宝泉山镇   | Bǎoquánshān zhèn  | 보천산진                | Poch'ŏnsan-chin Bocheonsan-jin    | 바오촨산진               | Paoch'wansan-chin Baochwansan-jin   |
| شهرک چانگ‌بای / جانگ‌بِک       | 长白镇     | Chángbái zhèn     | 장백진                  | Changbaek-chin Jangbaek-jin       | 창바이진                 | Ch'angbai-chin Changbai-jin         |
| شهرک شی‌سی‌داوگوو / شیبسادوگو | 十四道沟镇 | Shísìdàogōu zhèn  | 십사도구진              | Shipsadogu-chin Sipsadogu-jin     | 스쓰다오거우진           | Sŭssŭdaogŏu-chin Seusseudaogeou-jin |
| شهرک شین‌فانگ‌زی / شین‌بانگ‌جا  | 新房子镇   | Xīnfángzǐ zhèn    | 신방자진                | Shinbangja-chin Sinbangja-jin     | 창바이진                 | Shinp'angtchŭ-chin Sinpangjjeu-jin  |
| شهرک شی‌اِرداوگوو / شیبیدوگو  | 十二道沟镇 | Shí'èrdàogōu zhèn | 십이도구진              | Shibidogu-chin Sibidogu-jin       | 스얼다오거우진           | Sŭŏltaogŏu-chin Seueoldaogeou-jin   |
| شهرک مالوگوو / ماروکگو      | 马鹿沟镇   | Mǎlùgōu zhèn      | 마록구진                | Marokku-chin Marokgu-jin          | 마루거우진               | Marugŏu-chin Marugeou-jin           |
| قصبه جین‌هوا / گیم‌هوا        | 金华乡     | Jīnhuá xiāng      | 금화향                  | Kŭmhwa-hyang Geumhwa-hyang        | 진화향                   | Chinhwa-hyang Jinhwa-hyang          |